# Želiv
Želiv (autrefois Želivo, Želevec, Tětelice ou Tětice ; en allemand : Seelau) est une commune du district de Pelhřimov, dans la région de Vysočina, en République tchèque. Sa population s'élevait à 1 160 habitants en 2024.
Ce bourg est célèbre par son monastère construit au XIIe siècle, et par sa grande zone de loisirs, le long des berges du barrage Trnávka. Pendant longtemps, le département spécialisé de l'hôpital psychiatrique de Havlíčkův Brod, pour le traitement de la toxicomanie, y était installé.

## Géographie
Želiv est située à la confluence des rivières Trnava et Želivka, à 11 km à l'est de Humpolec, à 12 km au nord de Pelhřimov, à 31 km au nord-est de Jihlava et à 83 km au sud-est de Prague.
La commune est limitée par Senožaty et Koberovice au nord, par Humpolec à l'est, par Sedlice et Svépravice au sud, et par Červená Řečice au sud-ouest, et par Křelovice à l'ouest.

## Histoire
La première mention écrite de la localité date de 1226.

## Administration
La commune se compose de huit sections :
- Bolechov
- Brtná
- Lhotice
- Lískovice
- Miletín
- Vitice
- Vřesník
- Želiv

## Patrimoine
Le site remarquable de ce lieu est l'imposant monastère des Prémontrés, fondé en 1139 par Sobeslav Ier de Bohême. Initialement, il appartenait aux bénédictins, mais il entra dans la possession des prémontrés en 1149.
Le monastère est reconstruit à plusieurs reprises, toujours en raison d'incendies nombreux. La dernière grande restauration date du début du XVIIIe siècle. Il est remanié dans le style baroque par Jan Blažej Santini-Aichel.
Dans la seconde moitié du XXe siècle, pendant le régime communiste, il est utilisé comme un camp de concentration, dans lequel sont internés des membres influents des ordres catholiques tchécoslovaques.
Le monastère est adjacent à l'église baroque de la Nativité de la Vierge Marie, dont l'imposant clocher domine les environs.
Un autre point de repère est intéressant, il s'agit d'un chêne séculaire qui pousse près du monastère, au bord de l'étang.
On notera aussi la statue de Jan Želivsky dans le parc.

## Jumelage
- Kiesen (Suisse)[7].

## Sports
- Le parcours slalom de rafting sur le canal du barrage Trnávka est l'un des plus difficiles en Europe. Il se trouve à la sortie de l'usine à eau Trnávka.

## Personnalités
- Karel Moudrý, ami de l'écrivain Karel Čapek et de son frère, le peintre Josef Čapek. Ce dernier fut amené à Želiv, en 1939. C'est d'ici, qu'il fut déporté dans un camp de concentration ;
- Jan Želivský (vers 1380-1422), prédicateur hussite à Notre-Dame-des-Neiges de Prague ;
- René Decastelo (né en 1973), écrivain et éditeur.